# 萧山雷迪森财富中心
萧山雷迪森财富中心是一座位于杭州市萧山区市心北路108号的高层写字楼，高245米，2013年1月竣工，开发商为新世界地产公司。距离杭州地铁2号线建设三路站249米。